# Cryptops stupendus
Cryptops stupendus är en mångfotingart som beskrevs av Carl Graf Attems 1928. Cryptops stupendus ingår i släktet Cryptops och familjen Cryptopidae. Inga underarter finns listade i Catalogue of Life.